# La volta al món amb la tieta Mame
Segona part de la famosa novel·la La tieta mame del mateix autor, Patrick Dennis (Illinois, 1921 - Nova York, 1976). Publicada originalment al 1958, la traducció més recent al català és la de Dolors Udina i Abelló, publicada al 2013 per l'editorial catalana Quaderns Crema.

## Argument
Quan va marxar cap a l'Orient amb el petit Michael, la tieta Mame havia promès tornar a temps per tal que el nen pogués anar a escola. Però ja han passat dos anys i mig, i no se sap res de l'estranya parella, més enllà d'algunes postals escaduseres trameses des de llocs exòtics. La Pegeen està enrabiadíssima, però en Patrick la intenta tranquil·litzar: la tieta Mame és la millor companya per fer la volta al món. El seu únic problema és que no troba mai el moment de tornar... De manera que en Patrick decideix explicar a la seva dona, amb força omissions, una part de la seva vida que havia amagat fins llavors. Uns anys abans de la Segona Guerra Mundial, va fer la volta al món amb la tieta Mame: París, Londres, l'Àustria nazi, la Rússia soviètica i l'Orient són alguns dels destins d'aquest divertidíssim viatge, ple d'aventures, durant el qual el lector es farà un tip de riure amb l'extravagant i deliciosa Mame, el seu sentit de l'humor irreverent i les seves ganes de viure.